# Temporada da NBA de 1986–87
A Temporada da NBA de 1986-87 foi a 41º temporada da National Basketball Association. O campeão foi o Los Angeles Lakers.